# Cwi Zamir
Cwi Zamir (hebr. צבי זמיר) (ur. 3 marca 1925 w Łodzi, zm. 2 stycznia 2024) – dyrektor Mosadu, wywiadu izraelskiego w latach 1968–1974.

## Życiorys
Urodzony w Polsce jako Cwi Zarzewski. Przybył do Palestyny jako dziecko. Krótko po powstaniu państwa Izrael, w maju 1948 roku, wstąpił do wojska.
W stopniu generała majora (alluf) objął kierownictwo Mosadu, zastępując Me’ira Amita. Zamir nie miał doświadczenia w operacyjnej pracy wywiadowczej, jeśli nie liczyć raczej dyplomatycznej niż szpiegowskiej funkcji attaché wojskowego w Wielkiej Brytanii. Obserwatorzy sądzili, że właśnie dlatego został dyrektorem Mosadu. Ówczesny premier Izraela Lewi Eszkol chciał mieć na tym stanowisku kogoś niezaangażowanego w skomplikowane powiązania izraelskiego aparatu wywiadowczego.
Po porwaniu 11 izraelskich sportowców przez terrorystyczną organizację Czarny Wrzesień (Black September) podczas igrzysk olimpijskich w 1972 roku Zamir poleciał do Monachium, ale nie udało mu się nakłonić władz niemieckich do użycia izraelskiej jednostki antyterrorystycznej w operacji odbicia zakładników. Sportowcy zginęli. Zamir otrzymał polecenie pomszczenia ich śmierci (operacja Gniew Boży). Premier Golda Meir utworzyła tajny komitet, który zająć się miał zgładzeniem terrorystów Czarnego Września, odpowiedzialnych za śmierć sportowców. Na szefa grupy likwidacyjnej Zamir wyznaczył Mike’a Harariego.
Chociaż działalność grupy (nazwanej Szwadronem Śmierci) doprowadziła, obok sukcesu polegającego na skutecznej eliminacji do wielu pomyłek i skandali, Zamir przetrwał falę krytyki w kraju i zagranicą. Uniknął również kompromitacji podczas dochodzenia w sprawie błędów wywiadu w wojnie Jom Kipur w 1973 roku. Przeszedł w stan spoczynku po ukończeniu pięcioletniej kadencji dyrektora Mosadu. Na stanowisku szefa Mosadu zastąpił go Icchak Hofi.